# Plagiostenopterina inermis
Plagiostenopterina inermis är en tvåvingeart som först beskrevs av Frey 1930.  Plagiostenopterina inermis ingår i släktet Plagiostenopterina och familjen bredmunsflugor. Inga underarter finns listade i Catalogue of Life.